# Electronicore
Electronicore (ook wel synthcore of trancecore genoemd) is een subgenre van metalcore, dat metalcore mixt met elementen uit de elektronische muziek. Het genre wordt gekenmerkt door excessief gebruik van synthesizers, 'scream' vocalen en zowel elektronische als metal breakdowns. Bands binnen het genre maken vaak veelvuldig gebruik van sequencers, die de dynamische transities tussen elektronische stukken en hevigere metalcore rifjes mogelijk maken.

## Geschiedenis
Hoewel er al in de jaren 90 verscheidene genres waren die hardcore vermengden met elektronische muziek, zoals bijvoorbeeld digital hardcore, was het pas met de heropleving van metalcore aan het begin van de 20ste eeuw dat kleinere bands experimenteerden met de fusie tussen metalcore en elektronische muziek. Het Britse Enter Shikari wordt gezien als de eerste grote vertolker van het genre. Opgericht in 1999, behaalde de band in 2007 een enorme hit met Sorry You're Not a Winner, door elementen van trance te vermengen met metalcore.
Attack Attack! is een van de eerste bands die het genre in de Verenigde Staten voet aan de grond heeft doen krijgen en noemt Enter Shikari als een van haar invloeden. Het gebruik van synthesizers tijdens heftige breakdowns werd dan ook door de band overgenomen. De eerste single van de band in 2008, Stick Stickly kreeg veel kritiek in de metal wereld, maar wordt door veel latere bands uit het genre wel aangehaald als inspiratiebron. In de daaropvolgende jaren kwamen er steeds meer bands die het genre vertolkten. Asking Alexandria gebruikte in haar beginjaren veelvuldig techno-elementen in haar nummers. Een voorbeeld hiervan is het nummer The Match uit 2011.

## Bekende vertolkers
- Asking Alexandria
- Attack Attack!
- Breathe Carolina
- Capture the Crown
- Crossfaith
- Electric Callboy
- Enter Shikari
- I See Stars
- It Lies Within
- The Browning
- We Butter the Bread with Butter
- Woe, Is Me